# Sławczo Georgiewski
Sławczo Georgiewski (maced. Славчо Георгиевски, ur. 30 marca 1980 w Skopju) – macedoński piłkarz grający w azerskim klubie İnter Baku, do którego trafił latem 2012 roku. Występuje na pozycji pomocnika. W reprezentacji Macedonii zadebiutował w 2003 roku.